# Guerre des Alliés (220-217)
Pour les articles homonymes, voir Guerre sociale.

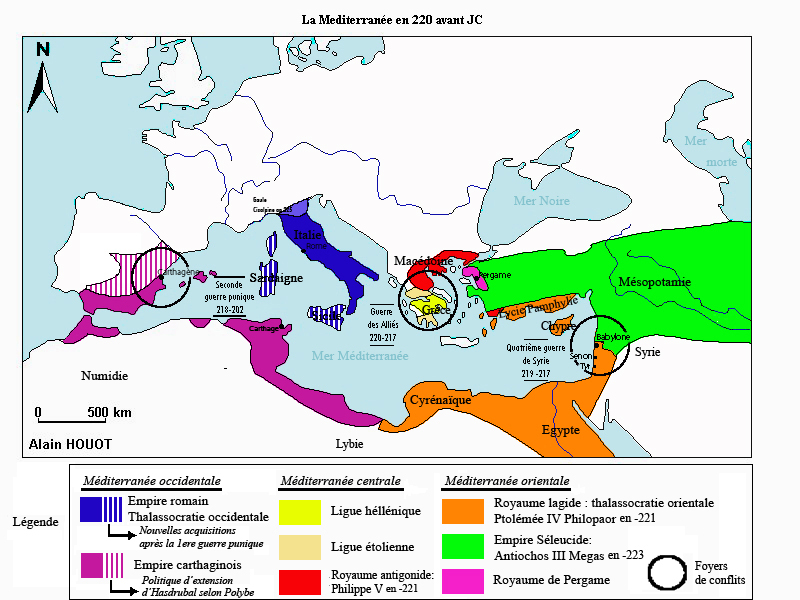
Les conflits autour du bassin méditerranéen vers 220 av. J.-C.

La guerre des Alliés ou guerre sociale est un conflit ayant opposé la Ligue achéenne alliée au royaume de Macédoine à la Ligue étolienne et à ses alliés, dont Sparte, de 220 à 217 av. J.-C. Elle se termine par la victoire des premiers.

## Contexte historique
En 228, la Ligue étolienne atteint la plus grande taille qu'elle ait connue, s'étendant notamment vers la Thessalie et barrant tout passage entre la Macédoine et le sud de la Grèce. La Ligue achéenne est quant à elle dirigée par Aratos de Sicyone et se développe dans le Péloponnèse en mettant fin à la dernière tyrannie existante en 229/228.  
Une première alliance entre le royaume de Macédoine et la Ligue achéenne naquit pendant la guerre de Cléomène qui les opposa à la cité de Sparte. Et vers 224 av. J.-C., Antigone III Doson fonda avec la ligue achéenne et d'autres États grecs une alliance militaire, la ligue hellénique, qui triompha de Sparte à la bataille de Sellasia en 222, conduisant à une suprématie de la ligue achéenne dans le Péloponnèse et donc à une domination macédonienne.
La Ligue étolienne, rivale de ces derniers, était alliée aux cités d'Élide et de Messénie, qui commençaient à se rapprocher des Achéens. Pour contrer ces mouvements, les Étoliens avaient envoyé des troupes dans le Péloponnèse en 221 conduites par Scopas, provoquant une déclaration de guerre de la ligue achéenne en 220 et l'entrée de la Messénie dans l'alliance achéenne. Leur armée ayant été battue en Arcadie à Kaphiai, les Achéens d'Aratos durent faire appel à leur allié le roi de Macédoine Philippe V, successeur d'Antigone III Doson. La guerre fut décidée lors d'une assemblée générale de l'alliance tenue à Corinthe en 219. L'un des buts affichés de la guerre était aussi de soustraire le sanctuaire de Delphes à l'influence étolienne,. 
Hormis quelques États restés neutres dont Athènes, toute la Grèce fut concernée par le conflit ; Sparte finit par rejoindre le camp étolien, tandis que les cités de Crète se déchirèrent (guerre de Lyttos).

## Déroulement des opérations
Les opérations militaires furent violentes et destructrices. L'intervention de Philippe fut lente dans un premier temps car la menace des Dardaniens pesait sur la Macédoine ainsi que la pression de la présence romaine en Illyrie. 
Dans le Péloponnèse, en 219 av. J.-C., les Étoliens alliés aux Éléens et aux Spartiates ravagèrent les territoires dépendant de la Ligue achéenne. Et les Achéens durent faire face également à une rébellion de leurs mercenaires à la fin de l'été tandis que certaines cités stoppèrent leur soutien financier à la ligue. En Grèce centrale, en Épire et en Macédoine, les sanctuaires de Dodone et Dion furent pillés par les Étoliens. En réponse, Philippe V entreprit une offensive rapide le long de la côte par l’Étolie occidentale. En partant de l'Épire, il conquit plusieurs villes, dont Elaeus et Œniadæ, le conduisant à Calydon, où il reçut la nouvelle d'une invasion imminente de la Macédoine par les Dardaniens. Il fit alors marche arrière et c'est à cette occasion qu'il fut rejoint par Démétrios de Pharos, chassé de son royaume par les Romains.
C'est en 218 qu'il revint dans la guerre en déplaçant son armée jusqu'à Corinthe et enchaina les victoires face aux Étoliens en Aracadie et en Elis. Une attaque contre l’île de Céphalonie fut également organisée mais ce fut un échec. Après une année de guerre, Philippe se retrouva à Corinthe face à une armée mécontente et il décida de rentrer en Macédoine lors de l'hiver à la suite d'une première proposition de paix infructueuse. En outre, il effectue une série de purges au sein de sa cour en lien avec une conspiration fomentée, selon Polybe, par le dirigeant du conseil de régence Apelles, ce conseil assistant Philippe depuis son arrivée au pouvoir en 221. 
Après une année de guerre désastreuse, en 217 av. J.-C., Aratos revint à la tête de la Ligue Achéenne. Fort de son expérience, il réussit à réorganiser les défenses afin de lutter contre les raids étoliens. Euripidas, toujours en place à Elis, tenta de réitérer ses raids de l'année précédente. Il s'avança loin sur le territoire achéen, pillant même près de la capitale, mais sur le chemin du retour, il fut bloqué par les Étoliens. S'ensuit la bataille de Léontio où les Achéens font 400 morts et 200 prisonniers. Après ce succès, les Achéens organisent une contre-offensive en Elis. Au même moment, Philippe V s'empara de la ville de Thèbes de Phtiotide, complétant ainsi ses biens en Thessalie. Mais durant les Jeux néméens de la même année, Philippe apprend la défaite romaine contre Hannibal au lac Trasimène. Préoccupé de la situation en Illyrie, il proposa la paix aux Étoliens.

## La paix de Naupacte
Les négociations se firent sur la base du statu quo, chacun conservant ses acquisitions. Les Étoliens perdaient ainsi quelques places fortes mais conservaient leur influence à Delphes. Cette paix n'était satisfaisante pour aucune des deux parties et ne constituait en réalité qu'une trêve. Libéré du front étolien, Philippe V peut se tourner vers l'Illyrie, ce qui aboutit peu après à la première guerre macédonienne contre les Romains

## Sources antiques
- Polybe, Histoires [détail des éditions] [lire en ligne], IV, V, VII.